# Человек-леопард
«Человек-леопард» (англ. The Leopard Man) — фильм режиссёра Жака Турнье, вышедший на экраны в 1943 году.
В основу фильма положен роман известного автора «крутых» детективов Корнелла Вулрича «Чёрное алиби» (1942). Действие картины происходит в небольшом городке в штате Нью-Мексико. Для участия в эстрадном номере Джерри Мэннинг (Деннис О’Киф), агент одной из артисток (Джин Брукс), берёт на прокат леопарда (в действительности это чёрная пантера). После того, как леопард сбегает прямо во время шоу, в городке происходит серия убийств молодых девушек. Первоначально подозрение в убийствах падает на сбежавшего леопарда, однако вскоре Джерри и его партнёрша приходят к заключению, что в убийствах виновен не только леопард.
Это «последний из трёх фильмов, с которыми режиссёр Жак Турнье дал превосходный старт серии низкобюджетных хорроров продюсера Вэла Льютона на студии РКО».

## Сюжет
В ночном клубе небольшого городка в штате Нью-Мексико работают две конкурирующие актрисы. Одна из них — исполнительница испанских танцев Кло-Кло (Марго) пользуется большим успехом, чем Кики Уокер (Джин Брукс). Чтобы привлечь интерес к Кики, её агент и жених Джерри Мэннинг (Деннис О’Киф) берёт на прокат чёрного леопарда, с которым Кики будет выходить на сцену. Когда Кики появляется с леопардом в зрительном зале, публика перестаёт следить за номером Кло-Кло и переключает всё внимание на зверя. Почувствовав это, Кло-Кло подходит к леопарду и звуками кастаньет пугает его. Леопард срывается с поводка и убегает.
Поздно вечером, когда Кло-Кло возвращается домой из клуба, она проходит мимо дома Дельгадо, где миссис Дельгадо заставляет свою дочь Терезу сходить в магазин за кукурузной мукой. Девушка не хочет идти, опасаясь сбежавшего леопарда, однако мать, считая, что Тереза просто ленится, буквально выталкивает её за дверь. Ближайший магазин оказывается закрытым, и Тереза вынуждена добираться до следующего магазина через неосвещённый пустырь. По пути домой она видит в полной темноте два звериных глаза. Девушка бежит к дому, а леопард бросается вслед за ней. Подбегая к двери, Тереза кричит матери, чтобы та срочно открыла дверь, однако мать не торопится, считая, что Тереза просто прикидывается испуганной. Только когда мать слышит звериный рёв, она бежит к двери и пытается её открыть, однако защёлку заклинило. Через несколько мгновений за дверью наступает тишина и мать видит, как из-под двери в дом затекает струя крови.
На следующее утро владелец леопарда, управляющий странствующим зоопарком индеец по имени Чарли Хау-Кам (Эбнер Биберман) докучает Мэннинга требованиями заплатить ему деньги за прокат леопарда, а в случае, если леопард не будет найден — заплатить полную его стоимость. Шериф Роблос (Бен Бард) советуется с бывшим учёным-зоологом, а ныне куратором местного этнографического музея доктором Гелбрейтом (Джеймс Белл), о том, как лучше выследить зверя. На следующий день после похорон Терезы шериф собирает отряд для розыска леопарда. Джерри выступает в отряд и в процессе розыска знакомится с доктором Гелбрейтом. Той же ночью знакомая гадалка предсказывает Кло-Кло по картам, что та получит значительную сумму денег от богатого человека, после чего ей выпадет «чёрная карта смерти».
На следующее утро около цветочной лавки Кло-Кло встречает Розиту, служанку молодой знатной дамы Консуэло Контрерас (Тууликки Паананен). Розита купила большой букет цветов по случаю дня рождения хозяйки. Проснувшись, Консуэло видит, что вся кровать усыпана цветами, а близкие поздравляют её с днём рождения. Когда Розита передаёт хозяйке записку от её возлюбленного, Консуэло признаётся, что это самый счастливый день в её жизни.
Во второй половине дня Консуэло приходит на кладбище для тайной встречи со своим возлюбленным Раулем Белмонте (Ричард Мартин). Рауль опаздывает на встречу, и Консуэло не замечает, как привратник запирает ворота, оставляя её за высокими стенами на территории кладбища. С наступлением ночи сильно темнеет, начинает завывать ветер, и Консуэло в страхе зовёт кого-нибудь на помощь. Какой-то человек, услышав её голос, отвечает, что поможет ей, но для этого он должен сходить за лестницей. Несколько минут спустя Консуэло слышит шуршание в деревьях около кладбищенской стены и кричит от ужаса.
На следующее утро, когда на кладбище находят разодранное когтями тело Консуэло, Гелбрейт и Роблос не сомневаются, что на неё напал леопард. Однако Джерри решает поговорить с Чарли, владельцем леопарда, который утверждает, что кошка совсем не злая, прирученная, и он даже пускал её гулять без поводка. Джерри вместе с Чарли идёт к Гелбрейту. Джерри заявляет, что Консуэло мог убить не леопард, а человек, на что Гелбрейт высказывает предположение, что это мог сделать Чарли в пьяном состоянии. Сам Чарли ничего не помнит, так как вечером действительно был сильно пьян. Он просит отвезти его к шерифу и на всякий случай посадить в камеру, пока всё не разрешится.
Той же ночью в клубе Кло-Кло знакомится с богатым пожилым мужчиной, который после душевного разговора с ней дарит ей 100 долларов, которые для Кло-Кло являются огромной суммой. По дороге домой она вновь заходит к гадалке, которая второй раз подряд открывает чёрную карту смерти. Добравшись домой без происшествий, Кло-Кло обнаруживает, что потеряла деньги, и вновь отправляется на улицу на их поиски. Зайдя в тёмный переулок, она слышит шум шагов, а затем в ужасе видит, как кто-то набрасывается на неё из темноты.
После гибели Кло-Кло шериф Роблос приглашает профессиональных охотников штата, которые могли бы выследить зверя, а с Чарли снимают все обвинения и выпускают. Джерри и Кики решают уехать в Чикаго, но когда Гелбрейт присылает Кики прощальный букет цветов, она чувствует себя обязанной возложить их на место, где убили Консуэло на кладбище. Там Джерри и Кики признаются друг другу, что пожертвовали все свои сбережения семьям погибших девушек. Они решают остаться в городе и поймать убийцу.
Вскоре Чарли находит тело застреленного леопарда, с которого содрана шкура. Тело зверя нашли около засохшего ручья, куда, как вспоминает Джерри, во время поисков направлялся Гелбрейт. Джерри говорит Роблосу, что, возможно, это Гелбрейт убил зверя. Однако Роблос отказывается арестовывать Гелбрейта без улик, и тогда Джерри обращается за помощью к Раулю с тем, чтобы тот помог разоблачить убийцу.
Ночью в городе проходит ежегодная торжественная поминальная церемония, марш мёртвых, который проводят местные индейцы по случаю очередной годовщины уничтожения местных жителей конкистадорами. Во время процессии Гелбрейт идёт по улице к музею. Когда он проходит мимо кладбища, то слышит женские крики и удары кастаньет, напоминающих о Кло-Кло. Это нервирует Гелбрейта, и он спешит в музей. Вскоре в музей приезжает Кики, чтобы из окна понаблюдать за маршем мёртвых. Кики просит погасить в комнате свет, чтобы лучше видеть процессию, а затем роняет на пол пару кастаньет. Это приводит Гелбрейта в возбуждённое состояние, и он практически набрасывается на Кики, но в этот момент в комнату входят Джерри и Рауль, чтобы схватить его на месте очередного преступления.
Гелбрейту удаётся вырваться, выбежать на улицу и затесаться среди участников процессии. Но вскоре Джерри и Рауль всё-таки находят его среди участников шествия и выводят под руки из толпы. Гелбрейт сознаётся, что это он убил Консуэло и Кло-Кло. Он видел, как леопард растерзал Терезу, и это зрелище породило в нём непреодолимую тягу убивать молодых беззащитных девушек. Из мести за убийство любимой им Консуэло, в порыве ярости Рауль стреляет в Гелбрейта из пистолета, убивая его наповал. Позднее шериф решит, что Рауль не будет наказан за это убийство. А Джерри и Кики, обняв друг друга, удаляются к новой жизни.

## В ролях
- Деннис О’Киф — Джерри Мэннинг
- Марго — Кло-Кло
- Джин Брукс — Кики Уокер
- Изабел Джуэлл — Мария, предсказательница
- Эбнер Биберман — Чарли Хау-Кам
- Джеймс Белл — доктор Гелбрейт
- Тууликки Паананен — Консуэло Контрерас
- Бен Бард — шеф полиции Роблос
- Ричард Мартин — Рауль Белмонте
- Мэри Макларен — монахиня (в титрах не указана)

## Сотрудничество Льютона и Турнье
В 1942—1943 годах продюсер Вэл Льютон и режиссёр Жак Турнье совместно создали три выдающихся психологических фильма ужасов — «Люди-кошки» (1942), «Я гуляла с зомби» (1943) и «Человек-леопард» (1943). Историк кино Брет Вуд из Turner Classic Movies отмечает, что данный фильм «обозначил окончание партнёрства Льютона и Турнье, так как студия РКО посчитала мудрым удвоить свою производительность и поручить им два отдельных проекта». Вуд считает, что это «логичное рассуждение не учло тот уникальный способ, которым таланты продюсера и режиссёра дополняли друг друга». Турнье вспоминал: «У нас было идеальное сотрудничество — Вэл был мечтателем, идеалистом, а я был материалистом, реалистом. Мы должны были бы делать более крупные, более амбициозные картины, а не только фильмы ужасов»".
Вуд пишет, что «работая вместе, Льютон и Турнье быстро сделали три вечных фильма ужасов подряд. По отдельности каждый из них очень редко достигал таких высот кинематографической изобретательности. После „Человека-леопарда“ Льютон сделал мрачный триллер „Седьмая жертва“ (1943), который поставил бывший киномонтажёр Марк Робсон, этот фильм находится практически на одном уровне с фильмами Турнье. Два года спустя Льютон сделал на РКО три фильма с Борисом Карлоффом — „Похититель тел“ (1945), „Остров мёртвых“ (1945) и „Бедлам“ (1946).
После завершения сотрудничества с Льютоном Турнье, который хотел уйти из жанра хоррор, поставил легендарный фильм нуар „Из прошлого“ (1947), но позднее вернулся к своим корням с триллером о сверхъестественном „Ночь демона“ (1957)». Среди лучших лент Турнье были также вестерны «Проход через каньон» (1946) и «Звёзды в моей короне» (1950), а также фильмы нуар «Берлинский экспресс» (1948) и «Сумерки» (1957).

## Работа над фильмом
Вуд пишет, что «к моменту их третьей совместной работы Льютон и Турнье (пионеры психологического фильма ужасов) прочно доказали свою теорию о том, что невидимое может быть более пугающим, чем очевидное. Вместо того, чтобы делать ставку на изощрённый грим и спецэффекты, такие фильмы как „Люди-кошки“ (1942) и „Я гуляла с зомби“ (1943) помещают свои ужасы в тёмные тени и нарастающую паранойю, которая медленно засасывает персонажей фильмов».
Данный фильм основан на «крутом» романе Корнелла Вулрича «Чёрное алиби» (1942). Сценарию дал другое название глава РКО Чарльз Кернер, который надеялся, что «Человек-леопард» извлечёт выгоду из популярности «Людей-кошек», первого совместного фильма Льютона и Турнье. Рассказы и романы Вулрича легли в основу многих фильмов среди них, как «Окно во двор» (1954) Альфреда Хичкока, «Не её мужчина» (1950) Митчелла Лейзена и «Невеста была в чёрном» (1968) Франсуа Трюффо. Но, по мнению Вуда, «только Льютон и Турнье смогли уловить и передать мрачную безжалостность прозы Вулрича и то ощущение гнетущей ночи, которое является столь существенной частью его произведений».
Сценаристы Ардел Рэй и Эдвард Дейн внесли много изменений в текст Вулрича с тем, чтобы снизить производственные расходы и обойти цензуру. Играющая на кастаньетах Кло-Кло в романе была проституткой, а убийцей оказался инспектор полиции, который украшал себя частями, которые он отрезал от туши сбежавшего ягуара (а не леопарда, как в фильме) — что прямо нарушало Производственный кодекс. Действие романа происходило в Южной Америке в «третьем по величине городе к югу от Панамского канала», а кульминация имела место в заброшенных туннелях и подвалах, когда-то использовавшихся как комнаты пыток во время Инквизиции.
Вуд отмечает, что «с бюджетом менее чем в 150 тысяч долларов и плотным четырёхнедельным съёмочным графиком было немного времени для экспериментирования и возможностей для расточительства на съёмочной площадке. Съёмки на натуре были исключены. Чтобы наполнить фильм колоритом аутентичности, Льютон поручил сценаристу Рэй съездить в Нью-Мексико, чтобы собрать местный колорит и сделать фотографии местного быта и зданий». Критик далее подчёркивает, что «большая доля успеха Льютона и Турнье должна быть отнесена на счёт талантливых мастеров РКО — оператора Роберта Де Грассе и художников-постановщиков Альберта Д’Агостино и Вальтера Келлера — которые были прекрасно подготовлены к тому, чтобы превращать дешёвые плохо освещённые декорации в серию кошмаров, где каждый затемнённый уголок нёс потенциальную угрозу. Некоторые из этих техников отточили своё мастерство экономичной работы двумя годами ранее на фильме Орсона Уэллса „Гражданин Кейн“ (1941), который стал хрестоматийным примером того, как тени могут скрыть бюджетные ограничения, и ярким примером изобретательности художественного департамента РКО».

## Реакция критики
После выхода фильма на экраны критики встретили его сдержанно, обратив внимание на несовершенство композиции и слабый сценарий. Так, журнал «Variety» отметил, что «как сценарий, так и постановка заметно напрягаются, чтобы достичь результата „Людей-кошек“, но не дотягивают до уровня последнего». Босли Кроутер в «Нью-Йорк таймс» пришёл к выводу, что данный фильм — «это не что иное, как слабая и очевидная попытка напугать и шокировать аудиторию несколькими упражнениями по нанесению увечий». Далее Кроутер пишет: «Марго является самой душераздирающей жертвой „сжимающегося когтя“, но даже её смерть не более увлекательна, чем тот обычный случай, когда кто-нибудь выпрыгивает из темноты с криком „Бу!“». Критик подытоживает свою рецензию словами: «Если картина хочет быть страшной, тогда пусть это будет страшно по-крупному. Полуиспечённые работы вроде этой, не вызывают ничего, кроме зевоты».
Современные киноведы наоборот очень положительно оценивают картину, особенно выделяя её психологические и визуальные аспекты. Журнал «TimeOut» обращает внимание, что несложный по сюжету фильм «превращается в демонстрацию стилистического мастерства благодаря быстрому и экспрессивному использованию теней… Это фильм для любителей купания в бассейнах тьмы». Батлер также подчёркивает, что фильм «до предела насыщен тенями. Турнье знал, что исследование человеческого сознания и человеческой психики предполагает перекапывание множества слоёв тьмы, и фильм полон жутких теней с оттенками серого и чёрного, которые бывают поразительно жестокими». По мнению Батлера, «Турнье создаёт гипнотический мир, наполненный вопросами, а те, кто предпочитает ясность в ответах, только сами себя обманывают. Режиссёр заворачивает историю в неопределённость, и таким образом предлагает взгляд на ужасающую оборотную сторону как природы, так и человечества». Подводя итог, Батлер выражает мнение, что «хотя фильм не вполне сопоставим с двумя первыми фильмами Льютона и Турнье, это, тем не менее, захватывающий и увлекательный триллер». Шварц вообще называет картину «чудесным маленьким фильмом, влюблённым в тени и копание в темноте», продолжая, что этот «психологический триллер специально сделан для меня и других любителей операторской работы в стиле фильм нуар». Критик отмечает также, что «фильм быстрый, и, кроме того, вооружён плотным и умным сценарием». Сегодня он является «одним из самых памятных фильмов, который с годами становится только лучше». Батлер также отмечает «плотный сценарий Эдварда Дейна на основе чудесного романа Корнелла Вулрича,… блестящую операторскую работу Роберта де Грассе, которая полностью реализует видение Турнье», а также «интригующую музыку Роя Уэбба, которая бесценна для создания атмосферы и саспенса картины».